# Salvador Cordero Leiva
Salvador Eduardo Manuel Cordero Leiva (Antofagasta, 11 de marzo de 1996) es un futbolista profesional chileno que juega de lateral izquierdo y mediocampista en Coquimbo Unido de la Primera División de Chile.

## Trayectoria
Cordero durante su juventud jugó en clubes de barrio o de mineras, hasta que con 17 años se unió a las inferiores de Deportes Antofagasta, para luego ser ascendido al primer equipo tras un año. Luego de su debut profesional en 2016, consiguió consolidarse como titular durante la temporada 2020, en la que además anotó su primer gol profesional ante Deportes Iquique. Durante el mismo período comenzó a portar la jineta de capitán.

## Estadísticas
Actualizado al último partido disputado el 9 de julio de 2023.
| Club                         | Div.          | Temporada     | Liga  | Liga  | Copas nacionales | Copas nacionales | Torneos internacionales | Torneos internacionales | Total | Total |
| Club                         | Div.          | Temporada     | Part. | Goles | Part.            | Goles            | Part.                   | Goles                   | Part. | Goles |
| ---------------------------- | ------------- | ------------- | ----- | ----- | ---------------- | ---------------- | ----------------------- | ----------------------- | ----- | ----- |
| Deportes Antofagasta · Chile | 1.ª           | 2015-16       | 1     | 0     | —                | —                | —                       | —                       | 1     | 0     |
| Deportes Antofagasta · Chile | 1.ª           | 2016-17       | 1     | 0     | 1                | 0                | —                       | —                       | 2     | 0     |
| Deportes Antofagasta · Chile | 1.ª           | 2018          | 18    | 0     | —                | —                | —                       | —                       | 18    | 0     |
| Deportes Antofagasta · Chile | 1.ª           | 2019          | 7     | 0     | —                | —                | —                       | —                       | 7     | 0     |
| Deportes Antofagasta · Chile | 1.ª           | 2020          | 32    | 1     | —                | —                | —                       | —                       | 32    | 1     |
| Deportes Antofagasta · Chile | 1.ª           | 2021          | 30    | 1     | 1                | 0                | 2                       | 0                       | 33    | 1     |
| Deportes Antofagasta · Chile | 1.ª           | 2022          | 28    | 0     | 3                | 0                | 3                       | 0                       | 34    | 0     |
| Deportes Antofagasta · Chile | 2.ª           | 2023          | 30    | 2     | 1                | 0                | —                       | —                       | 31    | 2     |
| Deportes Antofagasta · Chile | 2.ª           | 2024          | 29    | 0     | 2                | 0                | —                       | —                       | 31    | 0     |
| Deportes Antofagasta · Chile | Total club    | Total club    | 176   | 4     | 8                | 0                | 5                       | 0                       | 189   | 4     |
| Total carrera                | Total carrera | Total carrera | 176   | 4     | 8                | 0                | 5                       | 0                       | 189   | 4     |
| 1. 2. 3.                     |               |               |       |       |                  |                  |                         |                         |       |       |